# Famille Dor de Lastours
Ne doit pas être confondu avec Famille de Lastours.
La famille Dor de Lastours est originaire du Languedoc, principalement de la ville de Saint-Pons-de-Thomières (Hérault). Subsistante, cette famille tient son nom du château de Lastours (à Castres) qu'elle possède encore de nos jours. Cette famille, en dehors de l'homonymie, n'a aucun rapport avec l'antique famille limousine de Lastours.

## Origines
La famille Dor de Lastours apparaît au XVIe siècle, sous le nom de famille Dor, lorsque Antoine Dor, médecin, est cité comme possédant une demeure située dans le quartier de Villeneuve en 1550 (à Saint-Pons-de-Thomières).
Un de ses descendants, lui aussi nommé Antoine Dor, est notaire royal au commencement du XVIIe siècle, mais c'est à partir du début du XVIIIe siècle que la famille prend le nom de Dor de Lastours, après l'achat de la seigneurie de Carbes près de Castres, où se trouve le château de Lastours.
En 1758, naît Marie-Joseph Dor de Lastours, qui fut maire de Castres puis député.
En 1874, naît Élie Dor de Lastours, qui fut député.

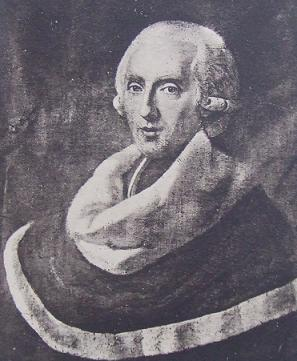
Marie-Joseph Dor de Lastours
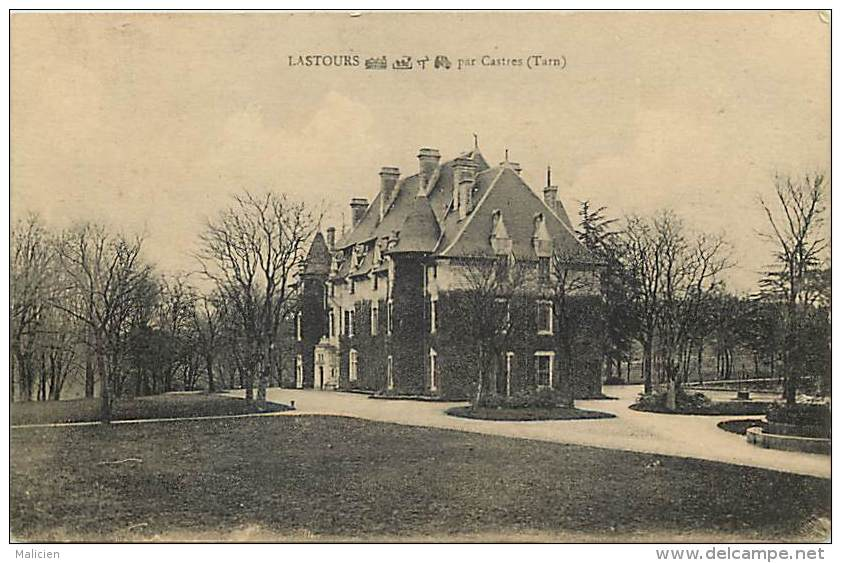
Le château Lastours, début XXe siècle

## Personnalités
- Antoine Dor (vivant en 1550), médecin de Saint-Pons-de-Thomières,
- Antoine Dor ( - 1652), notaire royal à Saint-Pons-de-Thomières,
- Louis Dor ( - ), notaire après son père,
- Joseph Dor de Lastours (1685 - 1773), militaire et commissaire des guerres, qui achète le château de Lastours et la seigneurie de Carbes. Enterré en la basilique Saint-Vincent de Castres, il s'est marié trois fois, et de son premier mariage sont issus : 
  - Louis Dor de Lastours (1719 - ), qui suit ,
  - Marie Dor de Lastours (1720 - 5 juin 1772), épouse de  Pierre de Bonne de Missècle.
- Louis Dor de Lastours (1719 - 3 avril 1802), mousquetaire du Roi puis trésorier de France à partir de 1756 (il rachète l'office auprès du bureau des finances de Toulouse). Marié en 1756 à Colombe-Jacquette de Bosquat ( - 6 août 1801) dont est issu :
- Marie-Joseph Dor de Lastours (1758 - 21 décembre 1845), maire de Castres puis député du Tarn. Il se marie en 1784 à Anne de Léaumont (1765 - 14 août 1787), premier mariage dont est issu :
  - Louis-Augustin Dor de Lastours (1785 - 11 avril 1807),
  - Colombe Dor de Lastours (16 juillet 1786 - ).

- De son second mariage en 1796 avec Étiennette de Beyne de Barre, sont issus neuf enfants :
  - Hercule (1797 - 1797),
  - Hombeline (1798 - 1870),
  - Henry (1801 - 1837),
  - Charles (1803 - 1804),
  - Mathilde (1804 - 1805),
  - Flavie (1805 - 1807),
  - Louis-Gabriel (1808 - 1856),
  - François-Léon (1809 - ),
  - Pierre-Alphonse (1811 - ).

## Alliances
La famille s'est alliée avec différentes familles de petite noblesse de Saint-Pons, mais aussi avec la famille de Beyne de Barre, lors du mariage entre Joseph Dor de Lastours et Etiennette de Beyne, fille du gouverneur de Saint-Pons.

## Pour approfondir